# مزار سيدة لبنان

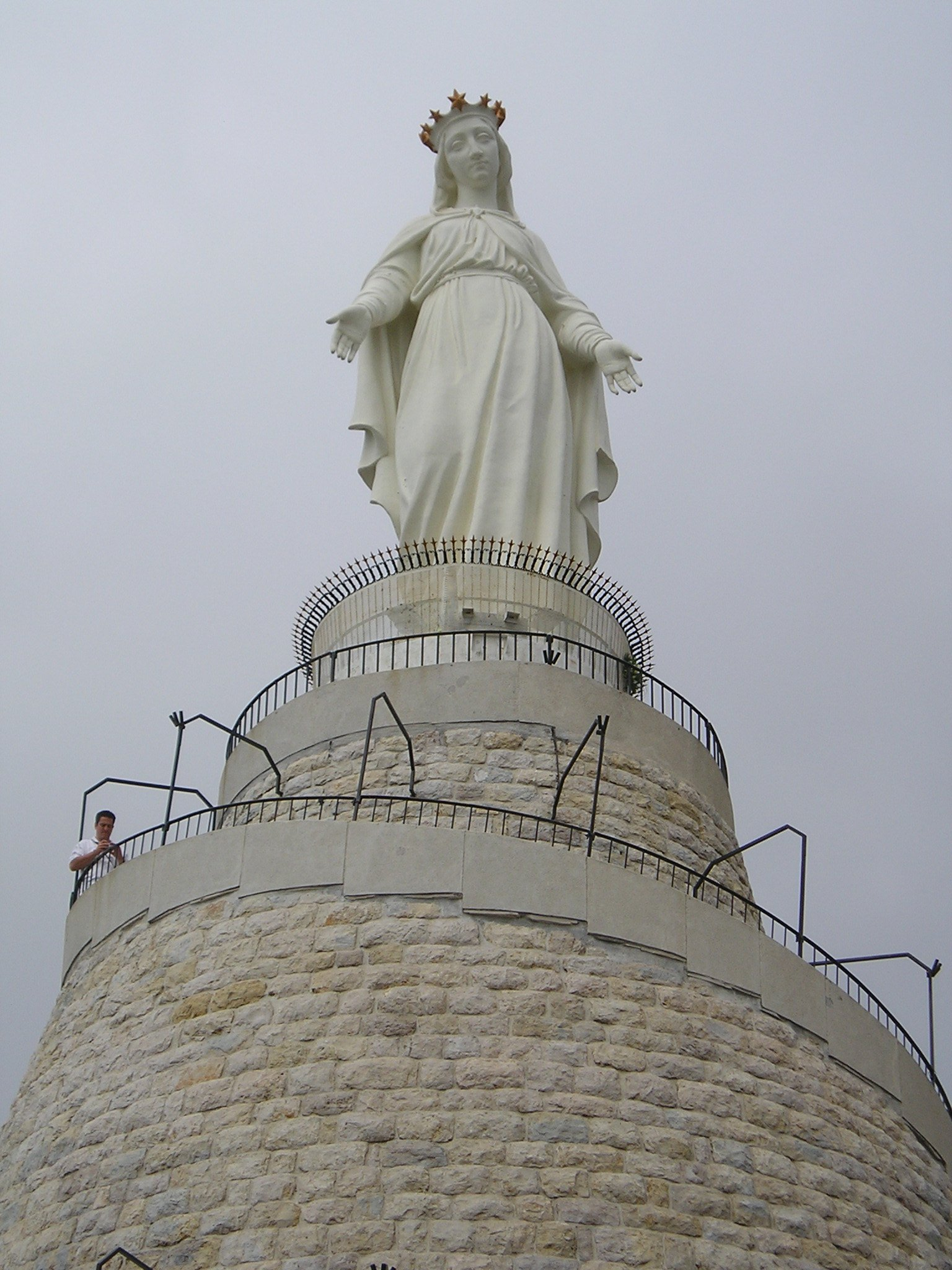
نصب "سيدة لبنان" في حريصا، مشرف على بيروت.

مزار سيدة لبنان (أو مزار سيدة حريصا) هو أكبر مزار مريمي في الشرق الاوسط وموقع حج مسيحي يقع في منطقة حريصا في لبنان. فالمزار يحتل مكانًا في احراج صنوبر، يطل على خليج جونيه. وقد ادرجته وزارة السياحة معلمًا مهمًا من معالم السياحة اللبنانية، وهي تشجع السياح العرب والاجانب على زيارته.
المزار، وهو عضو مؤسس لجمعية تنمية الحج والسياحة الدينية وناشط فيها، يسعى إلى ترويج ثقافة السياحة الدينية بين اللبنانيين المقيمين والمنتشرين، وبين السيّاح القادمين إلى لبنان. ويوفر ذلك فرصة للزائرين، مسيحيين وغير مسيحيين، للتعرف بمبادئ المسيحية والتراث الكنسي الشرقي ومكانة السيدة العذراء فيهما. ويؤم المزار آلاف المؤمنين من كل بقاع الأرض كل عام، وهو يرتبط بالمزارات العالمية المريمية من خلال اشتراكه في عضوية المنظمات التي تعنى بالمزارات العالمية. ومن خلال هذه الشبكة يساهم المزار في الاحتفال بالايام العالمية التي حددها الكرسي الرسولي ومنظمات الامم المتحدة، ومنها على سبيل المثال لا الحصر، أيام السيدا، وسرطان الثدي، والسكري، والإدمان على المخدرات، وضحايا حوادث المرور، والسلام، وغيرها.

## تاريخ

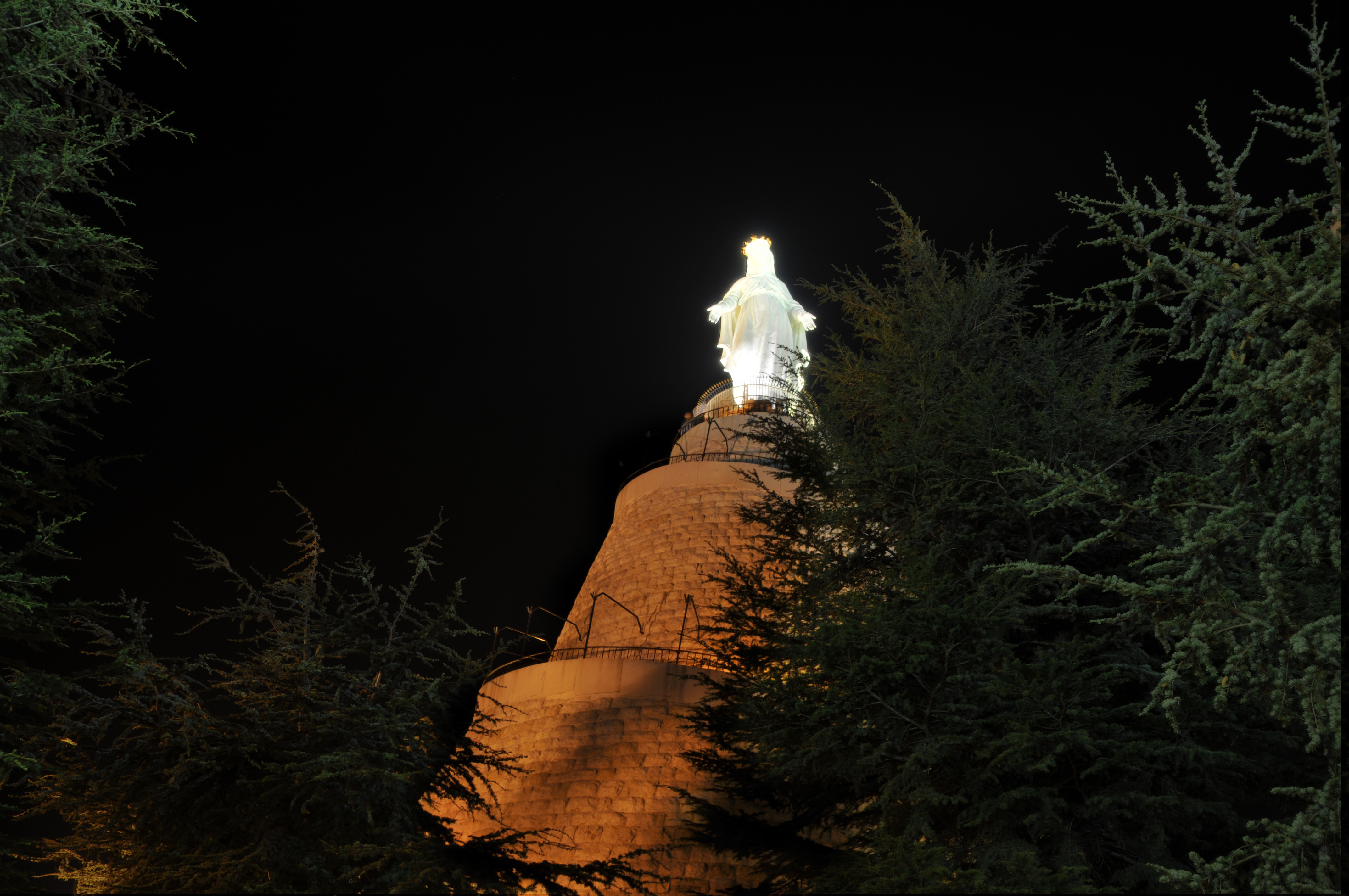
المعبد في الليل.

قرّر البطريرك الماروني إنشاء أثر ديني وتمّ تشييد المزار، بدأت لجان لجمع المال فظهرت محبّة اللبنانيين وتبرّعاتهم فقبل مالك الأرض فرنسيس يعقوب يونس بيعها للبطريرك الماروني ب 50 ليرة عثمانية، بدأ العمل وتوقّف. ومن أهمّها تخوّف المعلّمين من المكان الذي سيُبنى عليها كونه لا يتحمّل، سنة 1906 صمّم البطريرك الحويك والقاصد الرسولي الجديد Mgr Giannini معاودة العمل مع تعديل بالمشروع ولإتمام العمل بحسب الأحوال أبرم البطريرك صك مقاولة مع معلّم قدير يُدعى إبراهيم مخلوف من عين الريحانة، تمّ بناء المعبد وقاعدة التمثال سنة 1907، بإدارة الأب شكرالله الخوري رئيس الموارنة، وخلفه الأب يوسف مبارك استطاع البطريرك تجاوز الأزمة المالية ووجّه رسالة إلى الأوقاف المالية والجمعيات الخيريّة ودفع ما يُفرض عليهم من مبالغ مبنيّة على لائحة وضعها بنفسه، تكلفة بناء المعبد وتشييد التمثال كلفت 50,000 فرنك جُمعت من تبرّعات عدّة، ومن هبة سيدة فرنسية التي تبرّعت ب 16,000 فرنك طلبت أن يبقى إسمها غير معلن.
إنّ الأرض قدّمها البطريرك الماروني والقاصد الرسولي وتمّ نقل رُفاة المطران دوفال على المعبد وحُفرت رُخامة على الجهة الغربية للمعبد كُتب عليها باللاتينية، تذكار الحدث تقديراً لمحبة دوفال للعذراء وشغفه لمزارها في لبنان.

### التدشين
كان لنصب تمثال بهذا الحجم والنوع لا بدّ من الحصول مرسوم سلطاني يتضمّن موافقة السلطات العثمانية. أرسل متصرّف لبنان مُغفّر باشا برقية يطلب فيها موافقة إسطنبول على نصب التمثال فكان الذهول بل المعجزة حين وصل ردّ الموافقة بعد 5 ساعات فقط، في أوائل 1908 أُنجز المعبد وقاعدة التمثال تحت إشراف الأب شكرالله الخوري وبعد فترة قصيرة نُصب تمثال العذراء فكان التدشين في 3 أيار 1908 عند العاشرة صباحاً.
أقام المونسينيور Giannini حفلة التدشين مرافقة بالصلوات والتبريكات، بعد حفل التدشين احتفل البطريرك الحويك بذبيحة القداس يُعاونه جمع من الأساقفة ورؤساء عامون وممثلو جميع الرهبانيات الشرقية والغربية وكهنة عديدون. ومنذ نهاية القداس طاف بزياح مهيب بأيقونة العذراء الفائق وأعلن الأحد الأول من شهر أيار عيداً سنوياً لسيدة لبنان.

### إدارة المزار
سنة 1904 أوكلت إلى جمعية المرسلين اللبنانيين الموارنة، بإتفاقية خطّية للإنشاء، سنة 1908 يوم تدشين المزار القديم من البطريرك الماروني الياس الحويك والحافظ الرسولي Giannini.
قامت جمعية المرسلين الموارنة بشراء العقارات وقامت من خلالها بخدمة المصللين والزائرين حتى أوصلت المزار على ما هو عليه يُقصد من جميع جهات العالم. مع انتشار جمعية المرسلين اللبنانيين إلى أقاصي أفريقيا، فقد أصبح الموارنة واللبنانيون يبنون معابد على مثال معبد سيدة لبنان حيثما ذهبوا.

## رؤيا
ان جمعيّة المرسلين اللبنانيين الموارنة التي تعتبر ان هدفها الاساس هو إعلان يسوع المسيح وبشارته الخلاصية من خلال الكرازة بالإنجيل وخدمة الكلمة، تسعى من خلال الجماعة الديرية في مزار سيدة لبنان، إلى تحقيق هذه الغاية عبر حسن استقبال الحجاج والزائرين، وتأمين الخدمات الروحية والراعوية لهم، وخدمة الاسرار الكنسية، وممارسة الإرشاد الروحي.

## رسالة
يسعى «الآباء المرسلون» في جماعة مزار سيدة لبنان إلى عيش ثلاثة أهداف كرسوا نفوسهم لها بالنذور المقدسة، وهي:
أ. مجد الله الأعظم.
ب. وخلاص نفوسهم.
ج. وإفادة القريب الروحية.

## قيم
إن مزار سيدة لبنان – حريصا، الذي تديره جمعية المرسلين اللبنانيين الموارنة منذ تاسيسه في العام 1904، هو ملك البطريركية المارونية وبإدارة جمعية المرسلين اللبنانيين الموارنة. يؤلف الآباء القيمون عليه جماعة ديرية رسولية، وفق قوانين جمعية المرسلين اللبنانيين الموارنة ورسومها. هذا المزار:

### موقع وطني
تحظى السيدة العذراء بمقام رفيع في الديانتين المسيحية والاسلامية، وبالتالي باكرام من جميع اللبنانيين. ومن الطبيعي ان يسعى القيمون على المزار إلى تقريب وجهات النظر بين اللبنانيين انطلاقا من هذا الواقع. وفي هذا الإطار يستضيف المزار لقاءات حوار مسيحي اسلامي تهدف إلى تعزيز مفهوم قبول الآخر المختلف والعيش معًا. وكذلك يعتني المزار بالخدمة الاجتماعية التنموية في المنطقة والمحيط انطلاقًا من بلدة درعون حريصا باتجاه سائر قرى وبلدات المنطقة المجاورة.

### مقام ديني
تحتل السيدة العذراء في جميع الكنائس مكانة كبيرة واكراما في قلوب مؤمنيها. وانطلاقًا من هذه الحقيقة، تسعى الجماعة الديرية في المزار إلى تطوير علائق تعاونية روحية وراعوية مع كل الابرشيات والرهبنات العاملة في لبنان، وكذلك الرعايا. ويوثق المزار هذه العلائق مع كل الكنائس المحلية الشقيقة، ومع الجماعات المسيحية المتنوعة. ويهتم القيمون على المزار بان تجد الحركات الرسولية في الكنيسة مكانا رحبا لها في مزار سيدة لبنان يستضيف انشطتها ويساعدها على تحقيق اهدافها وينمي العمل التطوعي، كقيمة دينية، بين ابناءها. ويتوخى المزار من خلال هذا المسعى تعميق الحياة الروحية للمؤمنين وخلاص النفوس.

### مزار مريمي
يسعى الآباء المرسلون القيمون على إدارة المزار إلى توفير المفاهيم المريمية الصحيحة عقيدة وممارسة، وذلك باعتماد اللاهوت المريمي. وفي هذا الإطار يركز المرسلون على مبدأ الانطلاق مع مريم نحو يسوع، والتركيز على اكرامها وعبادة الله، وشرح المفاهيم الكنسية السليمة حول العجائب والظهورات والنذورات والممارسات التقوية الأخرى.